# 赛义德·贾利利
赛义德·贾利利（波斯語：‎，1965年9月6日—）是一位伊朗原则主义派政治人物和外交官，曾于2007年至2013年期間担任伊朗最高國家安全委員會秘书。曾任伊朗核问题谈判代表，以及主管欧美事务的伊朗外交部副部长，後來出任确定国家利益委员会委员。
贾利利曾參加2013年伊朗总统选举，票數位列第三，未能當選。他也一度要打算參加2021年伊朗總統選舉，但在选举前退出，而且转而支持易卜拉欣·莱希 。後來贾利利又参加2024年伊朗總統選舉，在第二輪敗給马苏德·佩泽什基安。
贾利利生於馬什哈德。他年輕時曾參加两伊战争。他拥有政治学博士学位。